# Abrîkosivka, Mîhailivka
Abrîkosivka (în ucraineană Абрикосівка) este un sat în comuna Rozdol din raionul Mîhailivka, regiunea Zaporijjea, Ucraina.

## Demografie
Componența lingvistică a localității Abrîkosivka
     Ucraineană (76,25%)
     Rusă (23,75%)
Conform recensământului din 2001, majoritatea populației localității Abrîkosivka era vorbitoare de ucraineană (76,25%), existând în minoritate și vorbitori de rusă (23,75%).